# 雷讷河畔欧特勒维尔
雷讷河畔欧特勒维尔（法語：Autreville-sur-la-Renne，法語發音：[otʁəvil syʁ la ʁɛn]）是法国上马恩省的一个市镇，属于肖蒙区。

## 地理
雷讷河畔欧特勒维尔（48°7'2"N, 4°58'45"E）面积31.32 平方千米，位于法国大東部大區上马恩省，该省份为法国东北部内陆省份，北起马恩省和默兹省，西接奥布省，西南接科多尔省，东南接上索恩省，东临孚日省。
与雷讷河畔欧特勒维尔接壤的市镇（或旧市镇、城区）包括：厄菲涅、日扬库尔、拉维勒讷沃欧鲁瓦、沃德雷蒙、布罗勒沙泰勒、布里孔、比克西耶尔-莱维利耶。

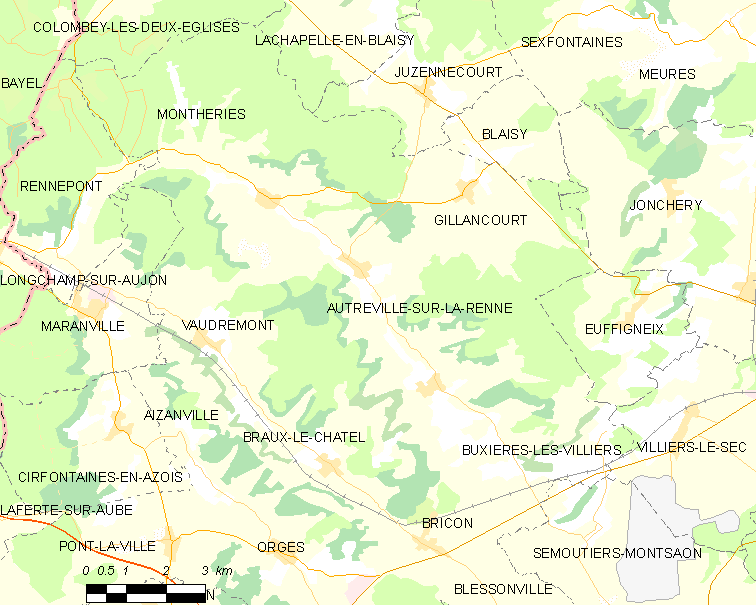
雷讷河畔欧特勒维尔的OSM定位图

雷讷河畔欧特勒维尔的时区为UTC+01:00、UTC+02:00（夏令时）。

## 行政
雷讷河畔欧特勒维尔的邮政编码为52120、52330，INSEE市镇编码为52031。

## 政治
雷讷河畔欧特勒维尔所属的省级选区为沙托维兰县。

## 人口

1962-2008年间雷讷河畔欧特勒维尔人口变化图示

雷讷河畔欧特勒维尔于2022年1月1日时的人口数量为376人。